# بيتر ساندرز (لاعب كرة قدم)
بيتر ساندرز (بالإنجليزية: Peter Sanders)‏ (7 سبتمبر 1942 بنيوبورت في المملكة المتحدة - ) هو لاعب اتحاد الرغبي ولاعب كرة قدم بريطاني في مركز الهجوم. لعب مع نادي غيلينغهام ونيوبورت كونتي وCross Keys RFC ‏ وPrescot Cables F.C. ‏.